# 蔡其恕
蔡其恕（1904年—1994年），男，江苏青浦（今属上海）人，中国测试计量技术学家、精密仪器工程教育家，曾任天津大学教授、博士生导师。